# Sexy Can I
Sexy Can I è un singolo del cantante R&B statunitense Ray J, pubblicato il 22 gennaio 2008 come primo estratto dal quarto album in studio All I Feel.

## Descrizione
Prodotto da Noel "Detail" Fisher, reca il featuring del rapper Yung Berg ed è stato scritto dagli stessi Ray J, Yung Berg e Fisher più Victor Carraway.
La canzone è inoltre presente nell'album di debutto di Yung Berg Look What You Made Me.

## Remix
Della canzone esistono vari remix, ascoltabili su YouTube. Quello ufficiale è in collaborazione con Sheek Louch e fa parte della colonna sonora del reality show di Ray J For the Love of Ray J. Un altro è col rapper underground Adil Omar, a un altro ancora partecipano sia Omar che Louch e infine ve ne è uno a cui partecipa T.I..

## Video musicale
Del videoclip esistono due versioni, una esplicita (incensurata) e l'altra no. Nella prima, il giocatore di basket Shaquille O'Neal fa un'apparizione; nella seconda, che vede Ray J e Yung Berg eseguire il brano mentre una modella li guarda attraverso un computer, è il gruppo The D.E.Y. a fare un'apparizione.

## Successo commerciale
Si tratta sicuramente del più grande successo del cantante in tutta la sua carriera (si è aggiudicato il disco di platino) e del primo con la collaborazione di Yung Berg ad aver raggiunto posizioni così alte nelle charts, nonché di uno dei singoli che hanno maggiormente spopolato negli USA in quell'anno. Nella Billboard Hot 100 ha debuttato alla posizione n.77 e poco tempo dopo ha raggiunto quasi la vetta piazzandosi alla 3ª posizione.

## Classifiche
| Classifica (2008)     | Posizione massima |
| --------------------- | ----------------- |
| Canada                | 20                |
| Giappone              | 50                |
| Nuova Zelanda         | 10                |
| Portogallo            | 46                |
| Regno Unito           | 66                |
| Stati Uniti d'America | 3                 |